# San Juan del Llano
San Juan del Llano är en ort i Mexiko.   Den ligger i kommunen Ciudad del Maíz och delstaten San Luis Potosí, i den centrala delen av landet, 300 km norr om huvudstaden Mexico City. San Juan del Llano ligger 1 371 meter över havet och antalet invånare är 461.
Terrängen runt San Juan del Llano är kuperad. Runt San Juan del Llano är det glesbefolkat, med 11 invånare per kvadratkilometer. Närmaste större samhälle är Ciudad del Maiz, 5,9 km söder om San Juan del Llano. I omgivningarna runt San Juan del Llano växer huvudsakligen savannskog.